# Bonifatius Köstler
Bonifatius Köstler OSB (* 21. Dezember 1897 als Josef Adam Köstler in München; † 25. März 1947 in der Provinz Jilin, Mandschurei) war ein deutscher Ordensgeistlicher, Missionar und Märtyrer.

## Leben
Josef Adam Köstler, Sohn eines Eisenbahners, besuchte das Gymnasium in Amberg sowie im Stift Obermünster und schließlich das Alte Gymnasium Regensburg. Nach dem Abitur trat er 1916 in die Benediktinerkongregation von St. Ottilien ein und begann das Noviziat unter dem Ordensnamen Bonifatius. Er wurde zum Kriegsdienst eingezogen, begann das Noviziat ein zweites Mal und legte am 2. Februar 1920 die erste Profess ab. Er studierte Philosophie in St. Ottilien, Theologie an der Universität München und legte am 5. Februar 1923 die ewige Profess ab. Am 19. Juli 1924 wurde er zum Priester geweiht. Noch im selben Jahr ging er in die Yenki-Mission in der Mandschurei. Im Frühsommer 1946 wurde er wie seine Mitbrüder von den einheimischen Kommunisten ins Gefängnis geworfen. Von dort kam er in das Internierungslager Nanping bei Helong. Er starb im März 1947 an Unterernährung.

## Gedenken
Die Römisch-katholische Kirche in Deutschland hat Pater Bonifatius Köstler als Märtyrer in das deutsche Martyrologium des 20. Jahrhunderts aufgenommen.